# Mariä-Heimsuchung-kerk (Beurig)
De katholieke parochiekerk Mariä Heimsuchung is een als monument beschermd kerkgebouw in Beurig, een stadsdeel van Saarburg in de landstreek Trier-Saarburg in de Duitse deelstaat Rijnland-Palts.

## Geschiedenis
Volgens de legende werd in 1304 een Mariabeeld gevonden dat tegen een boom geplaatst was. Voor dit genadebeeld werd dan een kapel gebouwd, die snel voor de toestroom van bedevaarders te klein werd. De aartsbisschop van Trier Johan van Baden liet toen in 1479 een nieuwe kapel oprichten. Deze werd dan later door de aardbisschoppen Johan III van Metzenhausen en Richard van Greiffenklau tot Vollrads, ook Richard van Greifenklau genoemd, van 1512 tot 1529 met een ruim middenschip uitgebreid, waardoor de oude kapel werd een zijbeuk werd. De kerk werd in 1695 dan nog eens uitgebreid door Keulse Franciscanen met een tweeverdiepig monnikenkoor. Het klooster werd in 1802 als gevolg van de secularisatie ontbonden. De kerk werd uiteindelijk parochiekerk.

## Beschrijving

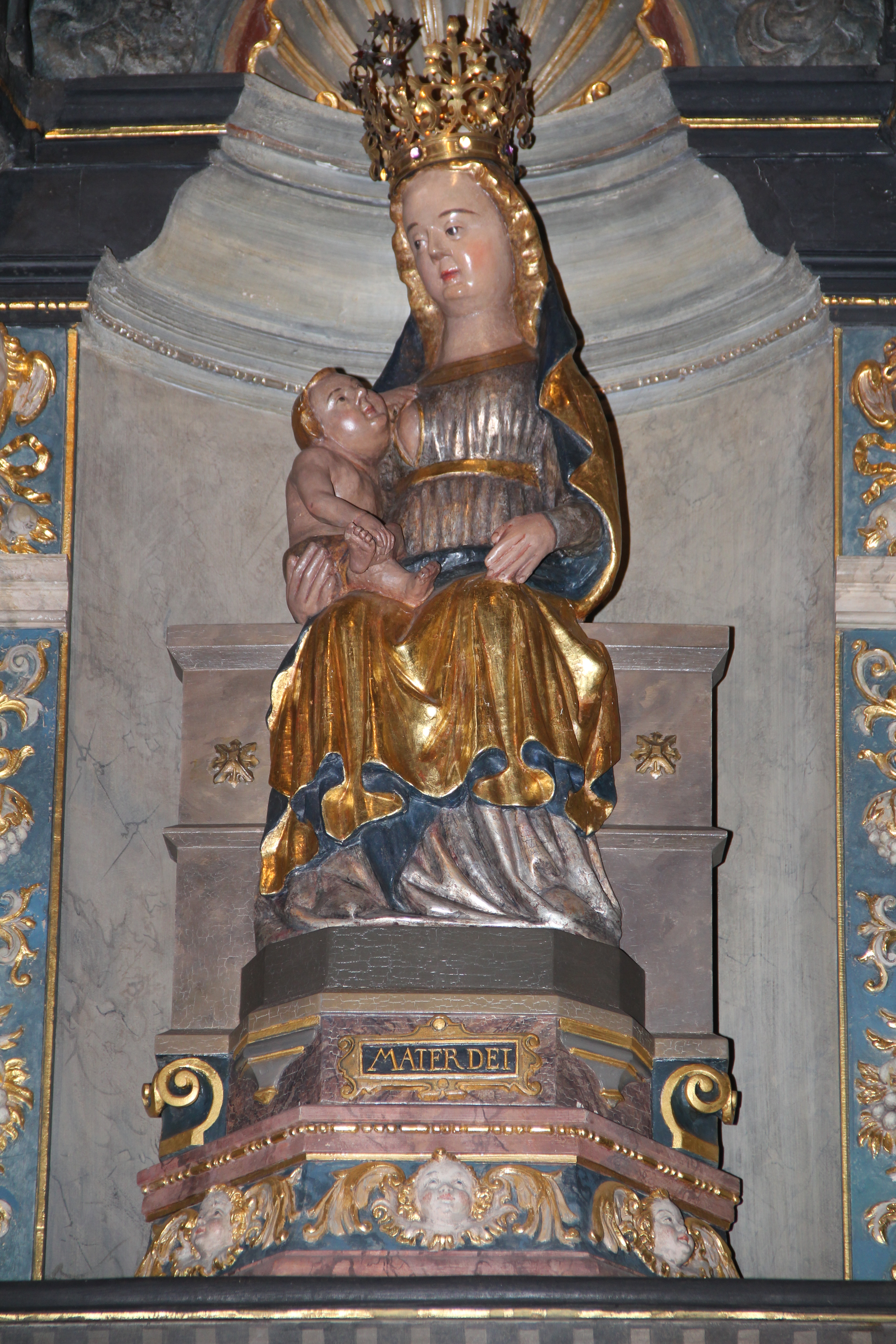
Genadebeeld

De laatgotische hallenkerk heeft een middenschip, dat samen met het koor vijf traveeën omvat. De zijbeuk, de toenmalige genadekapel, heeft vier traveeën, en op de plaats van de vijfde travee bevindt zich de toren. De monnikengalerij is met het toenmalige conventshuis verbonden en toegang het schip. De ruimten worden door laatgotische stergewelven overspannen. De sluitstenen bevatten figuurlijke voorstellingen of wapens.

## Inrichting
- Een stenen genadealtaar uit het jaar 1622. Dit is een belangrijk werk van Johann Manternach. Een borstbeeld van de meester en zijn echtgenote staan op zijdelingse consoles in het onderste altaargedeelte.
- Een houten genadebeeld van rond het jaar 1400. Het werd opnieuw gedecoreerd en beschilderd.
- Een oorlogsgedenkteken van 1922 bevindt zich op de voorplaats.[1]